# Johan Brunhielm
Johan Brunhielm, tidigare Brun, född 1665 i Västerviks församling, Kalmar län, död 28 juni 1731 i Västra Stenby församling, Östergötlands län, var en svensk militär.

## Biografi
Johan Brunhielm föddes 1665 i Västerviks församling. Han var son till ryttmästaren Gudmund Brun och Anna Månsdotter. Brunhielm blev i oktober 1681 volontär vid gardet och tog avsked därifrån 1683. Han blev 1685 student vid Uppsala universitet och 1690 sergeant vid Östgöta infanteriregemente. Brunhielm blev 30 april 1690 fänrik, 30 april 1700 löjtnant och 2 juni 1701 regementskvartermästare vid regementet med konfirmerad fullmakt 6 augusti 1701. Han blev 25 juni 1703 sekundkapten vid första fördubblingskompaniet. Han adlades Brunhielm 27 september 1704 och introducerades i Sveriges Riddarhus som nummer 1746. Han blev 13 juli 1706 premiärkapten vid första fördubblingskompaniet. Brunhielm togs tillfånga i Slaget vid Poltava och fördes sedan till Tobolsk. Han återkom till Sverige 1722 och fick överstelöjtnants avsked 5 juni 1722. Han avled 1731 i Västra Stenby församling och begravdes 4 september samma år.

### Familj
Brunhielm var gift med Sigrid Schilling, dotter av majoren Sven Schilling vid Östgöta kavalleriregemente. De fick tillsammans barnen föraren Carl Gustaf Brunhielm (död 1713) vid Östgöta infanteriregemente, kornetten Johan Brunhielm (död 1734) vid Östgöta kavalleriregemente, Elisabet Clara Brunhielm (1702–1758) som var gift med en okänd man, kvartermästaren Anders Stobee vid adelsfanan och sergeanten Johan von Köhler, kornetten Alexander Brunhielm och Hedvig Brunhielm som var gift med en kornett och löjtnanten Henrik Marmor.

## Fotnoter
1. 1 2 3 4 5 6 7 8  Gustaf Elgenstierna, Den introducerade svenska adelns ättartavlor, vol. 1, Norstedts Förlagsgrupp, 1925, s. 637-638.[källa från Wikidata]
2. 1 2 3  Klas Odén, Östgötars minne : biografiska anteckningar om studerande östgötar i Uppsala 1595-1900, 1902, s. 91, läs online.[källa från Wikidata]
3. 1 2  Elgenstierna Gustaf, red (1925). Den introducerade svenska adelns ättartavlor 1 Abrahamsson-Celsing. Stockholm: Norstedt. sid. 637-638. Libris 10076137